# Lagisca lamellifera
Lagisca lamellifera är en ringmaskart som först beskrevs av Marenzeller 1879.  Lagisca lamellifera ingår i släktet Lagisca och familjen Polynoidae. Inga underarter finns listade i Catalogue of Life.